# Якоб Фугер (епископ)
Якоб Фугер също Йохан Якоб Фугер (на немски: Jakob Fugger; Johann Jakob Fugger; * 18 октомври 1567, вер. в Мерзбург; † 14 януари или 24 февруари 1626, Мерзбург или Констанц) от фамилията Фугер от Аугсбург, е княжески епископ на Констанц (1604 – 1626) и абат на манастир Райхенау.

## Биография
Той е син на търговеца фрайхер Ханс (Йохан) Фугер фон дер Лилие (1531 – 1598) и съпругата му фрайин Елизабет Нотхафт фон Вайсенщайн († 1582), дъщеря на Себастиан Нотхафт фон Боденщайн († сл 1564) и Фелицитас фон Паумгартен. Внук е на банкера Антон Фугер († 1560).
Якоб Фугер следва от 1575 г. в университета в Дилинген ан дер Донау и от 1577 г. в университета в Инголщат. През 1587 г. той получава място в катедралата на Констанц. Между 1579 и 1590 г. е за дълго време в Италия и Испания.
Якоб Фугер е през 1592 г. домхер в Регенсбург, от 1593 г. домпропст в Регенсбург. През 1604 г. е избран за епископ на Констанц и абат в Райхенау (1604 – 1626). Той подарява сребърен олтар в „Констанцкия мюнстер“, строи в църквата на Констанц и малък княжески дворец в Мерзбург.
Умира на 24 февруари 1626 г. на 58 години и е погребан в Капуцинската църква в Констанц.